# Ann-Christin Hellman
Ann-Christin Hellman (* 4. August 1955 in Varberg) gehörte in den 1970er Jahren zu den besten  schwedischen Tischtennisspielerinnen. Sie war Vizeeuropameisterin und gewann zweimal das Turnier Europe TOP-12. 

## Nationale Erfolge
Hellman spielte im Verein Varbergs BTK. Sie gewann elfmal die schwedische Meisterschaft im Einzel (1968–1971, 1974–1979, 1982), viermal im Doppel (1975, 1978–1980) und zweimal im Mixed (1976–1977).

## Internationale Erfolge

### Weltmeisterschaften
Zwischen 1973 und 1981 nahm Hellman fünfmal an Weltmeisterschaften teil. 1977 und 1979 erreichte sie im Doppel das Viertelfinale.

### Europameisterschaften
Bereits als Jugendliche wurde Hellman zweimal für die Jugendeuropameisterschaften nominiert. Hier belegte sie 1970 im Einzel Platz 2, auch 1973 gelangte sie im Mixed ins Endspiel.
Viermal war sie auf der Europameisterschaft der Erwachsenen vertreten: 1974 verlor sie im Endspiel gegen Judit Magos und wurde damit Vizeeuropameisterin. 1976 und 1978 kam sie im Einzel bis ins Halbfinale, 1978 und 1980 erreichte sie im Doppel das Viertelfinale.

### Europe TOP-12
Beim europäischen Ranglistenturnier Europe TOP-12 war sie zwischen 1975 und 1982 jedes Mal vertreten. 1975 und 1976 gewann sie dieses Turnier.

## Turnierergebnisse
| Verband | Veranstaltung                         | Jahr | Ort          | Land | Einzel     | Doppel        | Mixed        | Team |
| ------- | ------------------------------------- | ---- | ------------ | ---- | ---------- | ------------- | ------------ | ---- |
| SWE     | Europameisterschaft                   | 1980 | Bern         | SUI  |            | Viertelfinale |              |      |
| SWE     | Europameisterschaft                   | 1978 | Duisburg     | FRG  | Halbfinale | Viertelfinale |              |      |
| SWE     | Europameisterschaft                   | 1976 | Prag         | TCH  | Halbfinale |               |              |      |
| SWE     | Europameisterschaft                   | 1974 | Novi Sad     | YUG  | Silber     |               |              |      |
| SWE     | Jugend-Europameisterschaft (Kadetten) | 1970 | Teeside      | ENG  | Silber     |               |              |      |
| SWE     | Jugend-Europameisterschaft (Junioren) | 1973 | Piraeus      | GRE  |            |               | Silber       |      |
| SWE     | EURO-TOP12                            | 1982 | Nantes       | FRA  | 4          |               |              |      |
| SWE     | EURO-TOP12                            | 1981 | Miskolc      | HUN  | 6          |               |              |      |
| SWE     | EURO-TOP12                            | 1980 | München      | FRG  | 9          |               |              |      |
| SWE     | EURO-TOP12                            | 1979 | Kristianstad | SWE  | 4          |               |              |      |
| SWE     | EURO-TOP12                            | 1978 | Prag         | TCH  | Scratched  |               |              |      |
| SWE     | EURO-TOP12                            | 1977 | Sarajevo     | YUG  | 5          |               |              |      |
| SWE     | EURO-TOP12                            | 1976 | Lübeck       | FRG  | 1          |               |              |      |
| SWE     | EURO-TOP12                            | 1975 | Wien         | AUT  | 1          |               |              |      |
| SWE     | Nordic Meisterschaften                | 1975 | Helsinki     | FIN  | Gold       | Gold          |              |      |
| SWE     | Nordic Meisterschaften                | 1971 | Oslo         | NOR  | Silber     | Silber        | Silber       |      |
| SWE     | Weltmeisterschaft                     | 1981 | Novi Sad     | YUG  | letzte 32  | letzte 16     | keine Teiln. | 8    |
| SWE     | Weltmeisterschaft                     | 1979 | Pyongyang    | PRK  | letzte 16  | Viertelfinale | keine Teiln. | 6    |
| SWE     | Weltmeisterschaft                     | 1977 | Birmingham   | ENG  | letzte 16  | Viertelfinale | Scratched    | 9    |
| SWE     | Weltmeisterschaft                     | 1975 | Calcutta     | IND  | letzte 32  | letzte 32     | keine Teiln. | 12   |
| SWE     | Weltmeisterschaft                     | 1973 | Sarajevo     | YUG  | letzte 64  | letzte 16     | letzte 32    | 9    |